# François Cognard
 (avril 2015).
Si vous disposez d'ouvrages ou d'articles de référence ou si vous connaissez des sites web de qualité traitant du thème abordé ici, merci de compléter l'article en donnant les références utiles à sa vérifiabilité et en les liant à la section « Notes et références ».
François Cognard est un journaliste du cinéma, scénariste, producteur de cinéma et réalisateur français né le 7 octobre 1962 à Tours.

## Biographie
Au début des années 1980, à tout juste 20 ans et avec d’autres jeunes cinéphiles passionnés tels que Nicolas Boukhrief, Christophe Lemaire ou Christophe Gans, il participe à la création de la revue Starfix qui soutiendra un cinéma différent et inexploré dans la presse française, aux marges de la cinéphilie tout public mais dans lequel se reconnaît d’emblée une partie des spectateurs. Il y sera journaliste jusqu’à la fin trop rapide de la revue, en 1990, et se spécialisera notamment dans les reportages sur les tournages (Total Recall, From Beyond...).
En 1983 il interprète un zombie dans le culte Mad Mutilator de Norbert Moutier aux côtés de Howard Vernon, Jean-Pierre Putters, Christophe Lemaire, Bruno Terrier, Alain Petit...
Dans les années 1990 il travaille pour Canal+ Écriture. En 1998 il réalise French Love avec Frédéric Fiol, documentaire revenant sur les origines des films pour adultes, de l'Érotisme à la Pornographie. On y retrouve des entretiens de José Bénazéraf, Roger Vadim, Gérard Kikoïne, Michel Lemoine, Jean Rollin, Brigitte Lahaie, Just Jaeckin, Monica Swinn, Francis Mischkind, Alain Robbe-Grillet et les acteurs Alban Ceray, Dominique Aveline et Richard Allan.
Dans les années 2000 il dirige l'émission Auto Focus, sur France 4, qui dresse le portrait de cinéastes comme Claude Chabrol, Francis Veber ou encore Bertrand Blier.
Christophe Bier fait appel à lui pour chroniquer des films X dans son Dictionnaire des films français pornographiques & érotiques de longs métrages en 16 et 35 mm au côté de Jean-François Rauger, Herbert P. Mathese, Hervé Joseph Lebrun...
À partir de 2009 il produit les trois longs métrages de Hélène Cattet et Bruno Forzani. Ces films s'inspirent du cinéma de genre italien des années 1970 comme le Giallo ou le Polar. En 2018 il produit le premier film de Quarxx Tous les dieux du ciel avec Jean-Luc Couchard.
Il est aujourd'hui chroniqueur sur le site web Filmo TV et anime aux côtés de Christophe Lemaire, Erwan Chaffiot et Fausto Fasulo l'émission le "Bistro de l'Horreur".

## Filmographie

### Réalisations
- 1998 : French Love coréalisé avec Frédéric Fiol
- 1998 : Le Hollandais Violent coréalisé avec Vincent Lebrun

### Productions et scénarios
- 2003 : Maléfique de Éric Valette (idée originale)
- 2007 : Et alors de Christophe Le Masne (production)
- 2009 : Cendrillon, du pied gauche de Benjamin Lehrer (production)
- 2010 : Amer de Hélène Cattet et Bruno Forzani (production)
- 2012 : Insensibles de Juan Carlos Medina (production)
- 2013 : L'Étrange couleur des larmes de ton corps de Hélène Cattet et Bruno Forzani (production)
- 2016 : Je me tue à le dire de Xavier Seron (production)
- 2017 : Laissez bronzer les cadavres de Hélène Cattet et Bruno Forzani (production)
- 2018 : Tous les dieux du ciel de Quarxx (production)
- 2020 : Texas Trip : A Carnival Of Ghosts de Maxime Lachaud et Steve Balestreri (production)
- 2025 : Reflet dans un diamant mort de Hélène Cattet et Bruno Forzani (production)

### Figuration
- 1983 : Mad Mutilator de Norbert Moutier
- 2004 : Le Convoyeur de Nicolas Boukhrief
- 2010 : Amer de Hélène Cattet et Bruno Forzani
- 2010 : Gardiens de l'ordre de Nicolas Boukhrief
- 2013 : L'Étrange couleur des larmes de ton corps de Hélène Cattet et Bruno Forzani